# Municipio de Kings Creek
El municipio de Kings Creek (en inglés:  Kings Creek Township ) es un municipio ubicado en el  condado de Caldwell en el estado estadounidense de Carolina del Norte. En el año 2010 tenía una población de 1.715 habitantes.

## Geografía
El municipio de Kings Creek se encuentra ubicado en las coordenadas 36°1′0.47″N 81°24′7.33″O / 36.0167972, -81.4020361.